# Johann Wilhelm Spengel

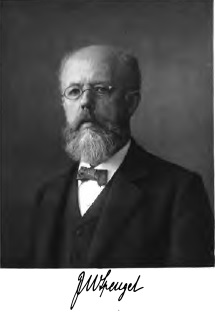
Johann Wilhelm Spengel ca. 1912

Johann Wilhelm Spengel (Hamburg, 19 februari 1852 - Gießen, 13 april 1921) was een Duits zoöloog gespecialiseerd in het gebied der wormen. 

## Leven
Na zijn abitur ging Spengel biologie sturen en werd na zijn promotie en habilitatie professor aan de Justus-Liebig-Universität te Gießen.
In 1886 begon hij als uitgever van het vaktijdschrift Zoologische Jahrbücher. Tegelijkertijd was hij directeur van het zoologisch Instituut in Gießen en hield zich bezig met zijn onderzoeken, bijvoorbeeld naar de eikelwormen en eveneens naar de morfologie van vinnen.
Gedurende zijn leven was hij vele jaren actief als promotor onder meer van August Kohler bij diens dissertatie op het thema taxonomie van gewone schaalhoren (1893) als wel van Jan Versluys bij diens promotieonderzoek naar de middelste en buitenste gehoororganen van de hagedissen en sphenodontia (1898). 
Tussen 1897 en 1898 was Spengel bovendien rector magnificus van de Ludwigsuniversiteit in Gießen.

## Publicaties
Tot zijn belangrijkste publicaties worden gerekend:
- Die Darwinsche Theorie: Verzeichnis (1872)
- Die Enteropneusten des Golfes von Neapel und der angrenzenden Meeresabschnitte (1893)
- Zweckmässigkeit und Anpassung (1898)
- Über Schwimmblasen, Lungen und Kiementaschen der Wirbeltiere (1904)
- Neue Beiträge zur Kenntniss der Enteropneusten. Eine neue Enteropneustenart aus dem Golf von Neapel (1904)

Bovendien de Duitse uitgave van Thomas Huxley's boek uit 1871 A Manual of the Anatomy of Vertebrated Animals, dat in Duitsland de titel Grundzüge der Anatomie der wirbellosen kreeg.